# Haute-Épine
Haute-Épine är en kommun i departementet Oise i regionen Hauts-de-France i norra Frankrike. Kommunen ligger i kantonen Marseille-en-Beauvaisis som tillhör arrondissementet Beauvais. År 2022 hade Haute-Épine 262 invånare.

## Befolkningsutveckling
Antalet invånare i kommunen Haute-Épine
| Referens: INSEE |